# الاكمة (حمرة)

تعديل مصدري - تعديل

الاكمة محلة تابعة لقرية حمرة، التابعة لعزلة شوائط بمديرية ذي السفال إحدى مديريات محافظة إب في الجمهورية اليمنية، بلغ تعداد سكانها 49 حسب تعداد اليمن لعام 2004.